# Vesdun
Vesdun – miejscowość i gmina we Francji, w Regionie Centralnym, w departamencie Cher.
Według danych na rok 1990 gminę zamieszkiwały 683 osoby, a gęstość zaludnienia wynosiła 14 osób/km² (wśród 1842 gmin Regionu Centralnego Vesdun plasuje się na 557. miejscu pod względem liczby ludności, natomiast pod względem powierzchni na miejscu 92.).